# 운그바리 미클로시
운그바리 미클로시(헝가리어: Ungvári Miklós, 1980년 10월 15일~)는 헝가리의 유도 선수이다. 올림픽에 4회 출전했고 2012년 하계 올림픽 남자 하프라이트급에서 은메달을 획득했다. 또한 세계 선수권 대회에서 동메달 3개, 유럽 선수권 대회에서 3회 우승했다.
동생인 어틸러도 유도 선수이다.